# Máthé Elek
Máthé Elek (Pécs, 1895. szeptember 6. – Budapest, 1968. január 22.) református lelkész, műfordító, tanár.

## Élete
Máthé Elek református lelkész és Dobos Matild gyermekeként született. Tizenhat éves volt, amikor édesapja elhunyt. 1913 és 1917 között teológiai tanulmányokat folytatott a budapesti Református Teológiai Akadémián, emellett klasszika-filológiai tanulmányokat is végzett, egyik osztálytársa Kerényi Károly volt. 1917-ben tette le segédlelkészi vizsgáit, lelkésszé 1920-ban szentelték. Az első világháború után tanulmányait Skóciában, Glasgowban folytatta. Több hosszabb utazást tett Görögországban és Olaszországban. 1926-ban tanár lett a budapesti Református Gimnáziumban, Devecseri Gábor is a tanítványa volt, aki többek közt az ő hatására fordult az antik irodalom felé. Az 1930-as évek végén Kiskunhalason volt lelkész, ezt az állását 1945-ig töltötte be, politikai szerepvállalása miatt lemondott. 1940-ben körutazást tett az Amerikai Egyesült Államokban, meglátogatta az ottani magyar református egyházközségeket, az utolsó Európa felé tartó, menetrendszerűen közlekedő hajóval tért haza. Úti élményeit egy könyvben foglalta össze (e könyv egyetlen önállóan megjelent munkája), valamint elkészítette az amerikai magyar települések térképét is. 1945-ben belépett a Magyar Radikális Pártba, s az elnöki tanács tagja lett. 1945-től nyugdíjazásáig a Magyarok Világszövetsége munkatársa volt.

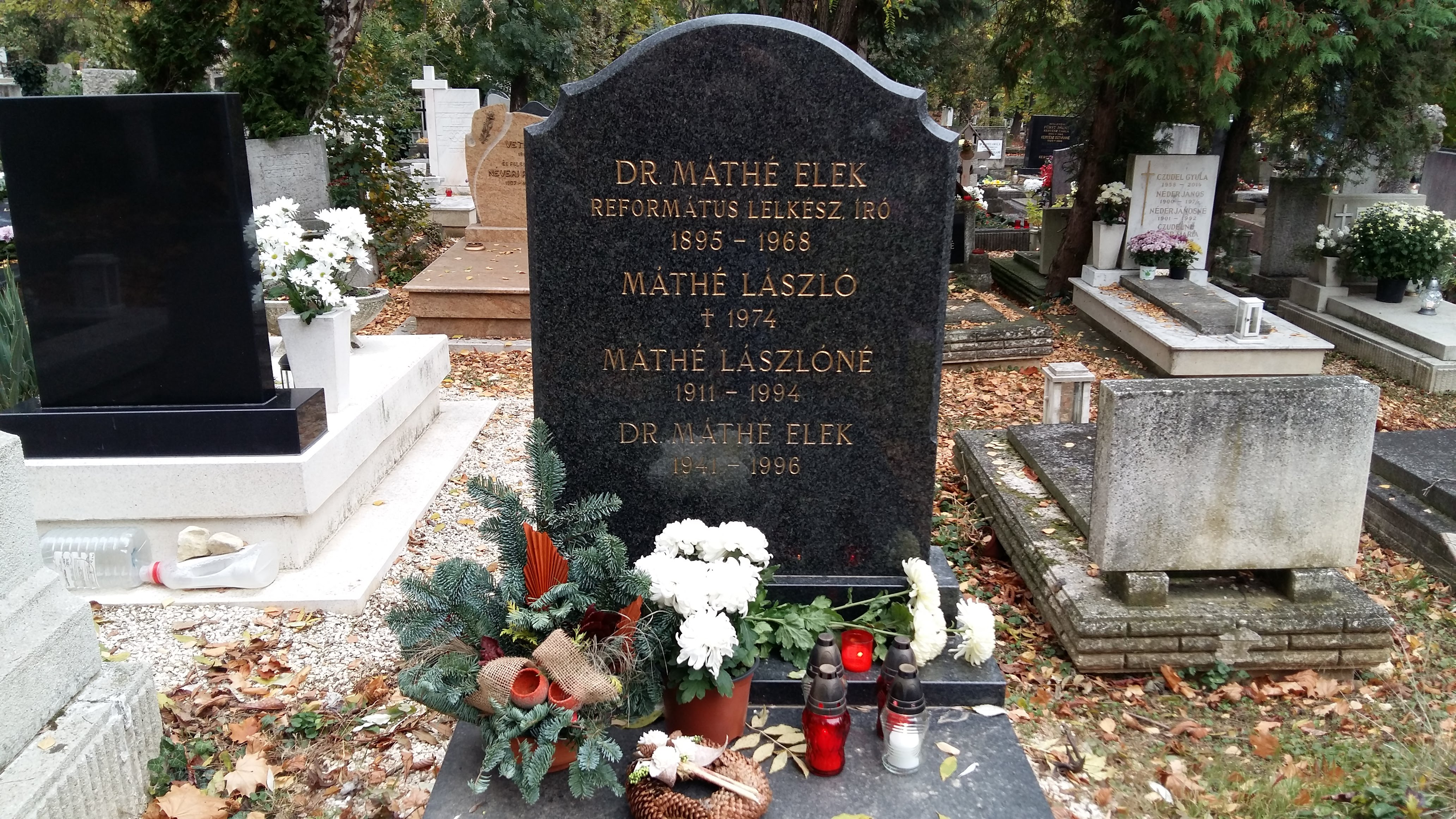
Dr. Máthé Elek síremléke a Farkasréti temetőben

Igen szerteágazó műfordítói tevékenységet folytatott, magyarra ültette többek közt Walter Scott, Upton Sinclair, Plutarkhosz, Ernest Hemingway, Arthur Miller és F. Scott Fitzgerald munkáit. Számos klasszika-filológiai, illetve irodalomtörténeti, irodalomtudományi cikket publikált többek közt a Nagyvilág, a Köznevelés és a Theologiai Szemle hasábjain.
A Farkasréti temetőben nyugszik.

## Önálló munkája
- Amerikai magyarok nyomában (Dante könyvkiadó, Budapest, 1942)

## Válogatott fordításai
Több fordításának is sok utánközlése volt, a listában az első kiadások adatai szerepelnek.
- Ernest Hemingway: Az öreg halász és a tenger (Új Magyar Könyvkiadó, Budapest, 1956)
- F. Scott Fitzgerald: A nagy Gatsby (Szépirodalmi, Budapest, 1971)
- Harper Lee: Ne bántsátok a feketerigót! (Magvető, Budapest, 1965)
- Arthur Miller: Drámák (Európa, Budapest, 1974)
- Plutarkhosz: Párhuzamos életrajzok (Magyar Helikon, Budapest, 1965)
- George Orwell: Burmai napok (Káldor, Budapest, 1948)
- Walter Scott: Quentin Durward (Szépirodalmi, Budapest, 1957)
- Upton Sinclair: Két világ között (Renaissance, Budapest, 1945)